# 鼓動の秘密
「鼓動の秘密」（こどうのひみつ）は、東京女子流の1stオリジナルアルバム。2011年5月4日にavex traxから発売。

## 概要
11曲を収録。Type-A（初回生産限定版、CD+フォトブック）、Type-B（CD＋DVD）、Type-C（CD）の3種類発売。Type-B、Cには初回限定特典（イベント応募券、ジャケットサイズカード、DVD特典映像）がある。このアルバムの発売記念のツアーを2011年のゴールデンウィークに行った。
当初は同年4月13日に発売予定だったが、東日本大震災（東北地方太平洋沖地震）の影響により延期となった。
なお、同年6月台湾、香港でも「心跳的秘密」というタイトルで同じ内容のアルバムがCD+DVDの形態でリリースされた。
2012年、フランスのケーブルテレビ「Nolife」のJ-POP総合チャート（5月24日 - 5月31日集計）で8位にランクインした。

## 収録曲
1. Intro〜鼓動の秘密（=TGS04）
作詞：c.close（黒須チヒロ）、作曲：Sho Watanabe
2. Love like candy floss（=TGS09）
作詞：rom△ntic high、作曲：BOUNCEBACK、編曲：Hiroshi Matsui
3. ヒマワリと星屑（=TGS05）
作詞：c.close（黒須チヒロ）、作曲：Quadraphonic、編曲：Hiroshi Matsui
4. 頑張って いつだって 信じてる（=TGS03）
作詞：Kiyoshi Ibe・c.close（黒須チヒロ）、作曲：Chiho Kiyooka、編曲：Hiroshi Matsui
5. サヨナラ、ありがとう。（=TGS08）
作詞：c.close（黒須チヒロ）、作曲：Daisuke Suzuki
6. Attack Hyper Beat POP（=TGS10）
作詞：c.close（黒須チヒロ）、作曲：Shinjiro Inoue
7. おんなじキモチ（=TGS02）
作詞：c.close（黒須チヒロ）、作曲：Miki Fujisue、編曲：Hiroshi Matsui
8. ゆうやけハナビ（=TGS06）
作詞：c.close（黒須チヒロ）、作曲：Kana Yabuki
9. きっと 忘れない、、、（=TGS07）
作詞：c.close（黒須チヒロ）、作曲・編曲：Hiroshi Matsui
10. 孤独の果て〜月が泣いている〜（=TGS11）
作詞：c.close（黒須チヒロ）、作曲：Earth Pine Productions..
11. キラリ☆Album Mix〜Outro…（=TGS01）
作詞：c.close（黒須チヒロ）、作曲：Yusuke Yamamoto、編曲：Hiroshi Matsui
12. おんなじキモチ -中国語 ver. -（心心相印）
Type-Cにのみ収録。

### DVD
Type-Bのみ。
1. 「キラリ☆」から「鼓動の秘密」までの全ビデオクリップを収録
  1. キラリ☆
ミュージック・ビデオ監督：福居英晃[4]
  2. おんなじキモチ
ミュージック・ビデオ監督：竹久正記[5]
  3. 頑張って いつだって 信じてる
ミュージック・ビデオ監督：福居英晃[6]
  4. ヒマワリと星屑
ミュージック・ビデオ監督：多田卓也[7]
  5. Love like candy floss -TGS ver.-
ミュージック・ビデオ監督：田所貴司[8]
  6. 鼓動の秘密
ミュージック・ビデオ監督：本郷伸明[9]
2. 「鼓動の秘密」メイキング映像
3. 初回限定盤追加映像
初回限定盤にのみ収録。